# تن‌بی
تن‌بی (به انگلیسی: Tenby) یک منطقهٔ مسکونی در بریتانیا است که در ولز واقع شده‌است. تن‌بی ۴٬۶۹۶ نفر جمعیت دارد.